# Google Goggles
Google Goggles was een beeldherkenningsapplicatie die ontwikkeld is door Google. Oorspronkelijk was de applicatie verkrijgbaar via de Google Labs-website voor het eigen Android-besturingssysteem. Daarna was het te downloaden via Google Play (Android).
Met de applicatie kan de gebruiker met zijn toestel een foto nemen van een bepaald beeld, de software zal de foto scannen en vervolgens relevante informatie opzoeken in zijn database. Men kan bijvoorbeeld een foto nemen van een bekend object en als het pakket het herkent zal het de informatie daarover presenteren aan de gebruiker. Zelf geeft Google op de informatiepagina als voorbeeld de Eiffeltoren. Maar ook barcodes en logo's zal de applicatie herkennen. De huidige versie is al in staat om sudoku puzzels te herkennen en zelfs automatisch op te lossen. In 2018 kwam de opvolger Google Lens beschikbaar, een onderdeel van Google Assistant.

## Handheld search
Google Goggles is ontwikkeld voor het gebruik op handheld-systemen, zoals mobiele telefoons, die draaien op het eigen besturingssysteem van Google: Android. De ontwikkelaars van de applicatie verklaarden in een artikel in het tijdschrift PCWorld dat deze applicatie ook beschikbaar zou komen op andere mobiele systemen zoals de Apple iPhone en de BlackBerry OS Of de applicatie ook voor niet-mobiele systemen geschikt zal worden gemaakt is niet bekend.
Op 5 oktober 2010 werd middels een blog-posting bekendgemaakt dat de dienst ook beschikbaar werd voor iOS 4. Op 19 mei 2014 werd door een medewerker van Google Japan bekendgemaakt dat de ontwikkeling voor iOS was gestaakt en de dienst beëindigd.

## Toepassing
Het is de bedoeling dat het programma straks bijna overal voor gebruikt kan worden. Het herkennen en raadplegen van de database geschiedt online op centrale servers van Google. Op dit moment kan het programma gebruikt worden om beroemde objecten te herkennen en kan het ook overweg met logo's, barcodes, tekst, boeken en contact-gegevens.
Het gaat dus verder dan applicaties die alleen tekst kunnen herkennen zoals Optical character recognition-software.

### Toekomstige ontwikkelingen
Google breidt de functionaliteit van de applicatie constant uit. Op dit moment wordt bijvoorbeeld gewerkt aan het herkennen van bloemen en planten zodat een botanicus direct kan opzoeken of een bepaalde plant inheems is of een invasieve soort.

## Versie 1.6
In november 2011 was de meest recente versie van Google Goggles versie 1.6. Goggles is oorspronkelijk geschreven voor mobiele apparaten die draaien onder het Android-besturingssysteem. Goggles draait op alle telefoons die gebruikmaken van Android-versie 1.6 of hoger en kan geïnstalleerd worden via Google Play.
Vanaf versie 1.6 kan Goggles alle foto's analyseren die met de telefoon zijn gemaakt, en draait de app in de achtergrond. Zodra Goggles iets herkent, wordt dit in de notification bar gemeld, en wordt verteld wat er precies is herkend. Deze versie draait alleen vanaf Android-versie 2.1.